# Guglielmo di Jülich
Guglielmo di Hengenbach (1382 – Bielefeld, 22 agosto 1428) è stato un nobile tedesco, fu vescovo di Paderborn dal 1400 al 1416 e conte di Ravensberg, dal 1403 fino alla sua morte.

## Origine
Guglielmo, secondo la Allgemeine Deutsche Biographie era il figlio maschio quartogenito del conte di Ravensberg e conte di Berg, Guglielmo II e della moglie, Anna del Palatinato, figlia di Roberto II del Palatinato, conte palatino e di Beatrice di Sicilia, figlia primogenita del re Pietro II di Sicilia e di Elisabetta di Carinzia.

Guglielmo II di Berg, secondo la Allgemeine Deutsche Biographie era il figlio maschio primogenito del conte di Ravensberg e conte di Berg, Gerardo e della moglie, Contessa di Ravensberg e contessa di Berg, Margherita di Ravensberg, che, secondo il documento n° XCIV del Ravensberg Codex era figlia del conte di Ravensberg, Ottone IV e della moglie, Margherita di Berg, erede del conte di Berg.

## Biografia
Suo padre, Guglielmo, nel 1395, entrò in conflitto con Teodorico, conte di Mark, che fu aiutato dal fratello, Adolfo I di Kleve, primo duca di Kleve; con un imponente esercito, Guglielmo devastò il Circondario di Kleve, avanzando vittoriosamente sino a Kleve, dove, in una zona detta Cleverhamm, in modo che tuttora non è molto chiaro, inaspettatamente, Guglielmo, assieme a tutti i suoi alleati e vassalli, fu catturato il 7 giugno 1397.
Oltre essere costretto ad accettare il Trattato di espiazione del 3 agosto 1397, che permetteva la libera circolazione delle merci sui suoi territori, per la liberazione di Guglielmo fu richiesto un riscatto.
Alla notizia della sconfitta di Guglielmo, i suoi tre figli maschi ancora in vita (il primogenito, Roberto, vescovo di Passavia e Paderborn, era morto, nel 1394), Adolfo, Guglielmo e Gerardo, presero possesso di Düsseldorf e dei suoi feudi; col documento n° 1033 del Urkundenbuch für die Geschichte des Niederrheins, Volume 3, del 24 ottobre 1397, Guglielmo dovette riconoscere ai suoi tre figli il possesso di numerosi feudi, tra cui la Contea di Ravensberg.
Adolfo, già ribellatosi al padre, nel 1392, viene considerato l'autore del colpo di stato e riconosciuto nuovo conte di Ravensberg.
Nel 1399, Guglielmo venne eletto vescovo dal capitolo della cattedrale di Paderborn e confermato il 14 marzo 1401, da parte di Papa Bonifacio IX, dopo il licenziamento del predecessore di Guglielmo, Bertrando d'Arvazzano, che era stato canonico della cattedrale di Ravenna e revisore contabile del palazzo apostolico.
Guglielmo, preso possesso del suo vescovado fu riconosciuto dai vassalli a lui soggetti. 
L'anno precedente, Guglielmo aveva accompagnato il padre, Guglielmo II ad Aquisgrana per assistere all'incoronazione del nuovo re di Germania, Roberto del Palatinato, zio di Guglielmo e cognato di Guglielmo II.
Suo padre, Guglielmo II che aveva ancora problemi finanziari per risarcire il prestito ottenuto per il pagamento del suo riscatto, il 28 novembre 1403, fu imprigionato da Adolfo nel castello di Monheim, col beneplacito di Roberto del Palatinato, zio di Adolfo. In questa occasione, Guglielmo affiancò il fratello, Adolfo, nel governo della contea di Ravensberg.
Su richiesta di sua madre, Anna, suo zio, Roberto del Palatinato, nel maggio del 1404, organizzò la liberazione di suo padre, Guglielmo II, e, il 24 agosto del 1404, Guglielmo riuscì a fuggire dalla prigione e riparò a Colonia, dove rimase per diverso tempo.
Guglielmo, che era sempre stato fedele a suo padre, sembra aver contribuito personalmente all'accordo dell 2 luglio 1405, quando, suo padre, Guglielmo II, si incontrò con Adolfo, lasciandogli il governo della maggior parte del paese e mantenendo solo Düsseldorf con pochi incarichi.
In quello stesso anno Guglielmo, che si era schierato con il padre e il fratello nella loro disputa con Giovanni di Loen, signore di Heinsberg e Löwenberg, una notte fu catturato in un villaggio dove riposava e imprigionato nel castello di Horneburg vicino a Recklinghausen. E fu solo a metà marzo 1406, dopo ripetute trattative infruttuose, che Guglielmo venne finalmente rilasciato.
Dopo essere rientrato a Paderborn, si dedicò al suo feudo: approvò anche la costruzione di una Capella nella foresta di Teutoburgo, a circa due miglia da Paderborn, l'8 dicembre 1406. Negli anni seguenti ebbe alcuni scontri, sempre vittoriosi: il 22 novembre 1407 sul Weser sui Conti di Spiegelberg e, nel 1408, sui cittadini di Hameln; poi la sottomissione dei signori di Lippe, prima di Simone III, nel 1410 e poi di Bernardo VI, nel 1411 ed infine una disputa con l'arcivescovo Friedrich von Saarwerden, di Colonia, concluso, con un onorevole accordo il 6 settembre 1411.
Suo padre, Guglielmo era morto il 25 giugno 1408 e suo fratello, Adolfo, gli era succeduto anche nel ducato di Berg.
Dopo la morte dell'arcivescovo di Colonia Friedrich von Saarwerden, nel 1414, l'elezione del capitolo della cattedrale era divisa tra Dietrich von Moers e Guglielmo; dato che il papa Gregorio XII e l'imperatore Sigismondo di Lussemburgo avevano scelto Dietrich von Moers, suo fratello, Adolfo, prese le armi e ne seguì una guerra devastante, fino a quando, dopo un primo incontro con l'imperatore Sigismondo, ad Aquisgrana, il 13 dicembre 1416, Adolfo risolse la disputa, a Costanza, nel 1417, accettando Dietrich von Moers, come arcivescovo di Colonia.
Nel frattempo, Dietrich von Mörs, aveva ricevuto anche la nomina dal capitolo dell'Abbazia di Paderborn e la città di Paderborn gli aveva reso omaggio, e Guglielmo aveva intavolato con Dietrich una trattativa che portò alle nozze di Guglielmo con la nipote dell'arcivescovo, Adelaide, figlia del conte Nikolaus von Tecklenburg, con 20.000 fiorini di dote. L'accordo era stato raggiunto il 3 dicembre 1415, e Guglielmo il 19 febbraio 1416 rinunciò alla cattedra arcivescovile di Paderborn, e, celebrando il giorno seguente il suo matrimonio ad Arnsberg con Adelaide e l'arcivescovo Dietrich von Moers gli riconobbe la prima rata di 10.000 fiorini.
Da allora Guglielmo si dedicò al governo della contea di Ravensberg, concludendo varie alleanze; dopo la morte della moglie, avvenuta nel 1419, secondo gli Wernheri Teschenmacheri, Annales Cliviæ, Guglielmo avrebbe chiesto in moglie, Giuditta, una delle figlie del primo duca di Kleve, Adolfo.
Il duca di Jülich e duca di Gheldria, Rinaldo morì nel 1423, senza eredi legittimi; nel Ducato di Gheldria, gli succedette Arnoldo di Egmond, nipote della figlia di Guglielmo II di Jülich e di Maria di Gheldria, Giovanna, e del di lei marito, Giovanni signore di Arkel; la loro figlia, Maria di Arkel, ed il marito, Giovanni II di Egmond, erano i genitori di Arnoldo, mentre, nel Ducato di Jülich, gli succedette il fratello di Guglielmo, Adolfo, membro della famiglia Jülich; siccome il duca reggente di Gheldria, Giovanni II di Egmond, aspirava al ducato di Jülich, Adolfo fece in modo che suo figlio, Roberto sposasse la vedova di Rinaldo, Maria d’Harcourt, che era ancora alla guida del ducato.
Guglielmo morì nel 1428 e fu sepolto con sua moglie Adelaide († il 12 marzo 1419) nella Collegiata di Bielefeld. Nella Contea di Ravensberg gli succedette il figlio Gerardo, associato al fratello di Guglielmo, Adolfo, dopo la cui morte († 1437), Gerardo divenne anche Duca di Jülich e di Berg.

## Matrimonio e figli
Il 20 febbraio 1416, ad Arnsberg, Guglielmo aveva sposato Adelaide di Tecklenburg († il 12 marzo 1419), figlia del conte Nikolaus von Tecklenburg, che gli portò in dote 20.000 fiorini d'oro.
Guglielmo da Adelaide ebbe un figlio:
- Gerardo (1416–1475) conte di Ravensberg, duca di Berg e duca di Jülich[6].

## Ascendenza
|                                                |                       |                                                             | Genitori                           |  |  | Nonni |  |  | Bisnonni                    |  |  | Trisnonni                   |  |
|                                                |                       |                                                             |                                    |  |  |       |  |  | Guglielmo I, duca di Jülich |  |  | Gerardo VI, conte di Jülich |  |
|                                                |                       |                                                             |                                    |  |  |       |  |  | Guglielmo I, duca di Jülich |  |  | Gerardo VI, conte di Jülich |  |
|                                                |                       | Elisabetta di Brabante                                      |                                    |  |  |       |  |  | Guglielmo I, duca di Jülich |  |  |                             |  |
| Gerardo, conte di Berg                         |                       |                                                             |                                    |  |  |       |  |  | Guglielmo I, duca di Jülich |  |  |                             |  |
|                                                |                       | Giovanna di Hainaut                                         | Guglielmo I, conte di Hainaut      |  |  |       |  |  |                             |  |  |                             |  |
|                                                |                       | Giovanna di Hainaut                                         | Guglielmo I, conte di Hainaut      |  |  |       |  |  |                             |  |  |                             |  |
|                                                |                       | Giovanna di Hainaut                                         | Giovanna di Valois                 |  |  |       |  |  |                             |  |  |                             |  |
| Guglielmo II, duca di Berg                     |                       | Giovanna di Hainaut                                         |                                    |  |  |       |  |  |                             |  |  |                             |  |
|                                                |                       | Ottone IV, conte di Ravensberg                              | Ottone III, conte di Ravensberg    |  |  |       |  |  |                             |  |  |                             |  |
|                                                |                       | Ottone IV, conte di Ravensberg                              | Ottone III, conte di Ravensberg    |  |  |       |  |  |                             |  |  |                             |  |
|                                                |                       | Ottone IV, conte di Ravensberg                              | Edvige di Lippe                    |  |  |       |  |  |                             |  |  |                             |  |
| Margherita di Ravensberg                       |                       | Ottone IV, conte di Ravensberg                              |                                    |  |  |       |  |  |                             |  |  |                             |  |
|                                                |                       | Margherita di Berg-Windeck                                  | Enrico di Berg, signore di Windeck |  |  |       |  |  |                             |  |  |                             |  |
|                                                |                       | Margherita di Berg-Windeck                                  | Enrico di Berg, signore di Windeck |  |  |       |  |  |                             |  |  |                             |  |
|                                                |                       | Margherita di Berg-Windeck                                  | Agnese di Mark                     |  |  |       |  |  |                             |  |  |                             |  |
| Guglielmo, conte di Ravensberg                 |                       | Margherita di Berg-Windeck                                  |                                    |  |  |       |  |  |                             |  |  |                             |  |
|                                                | Adolfo del Palatinato | Rodolfo I, duca dell'Alta Baviera e conte palatino del Reno |                                    |  |  |       |  |  |                             |  |  |                             |  |
|                                                | Adolfo del Palatinato | Rodolfo I, duca dell'Alta Baviera e conte palatino del Reno |                                    |  |  |       |  |  |                             |  |  |                             |  |
|                                                | Adolfo del Palatinato | Matilde di Nassau-Weilburg                                  |                                    |  |  |       |  |  |                             |  |  |                             |  |
| Roberto II, elettore e conte palatino del Reno | Adolfo del Palatinato |                                                             |                                    |  |  |       |  |  |                             |  |  |                             |  |
|                                                |                       | Ermengarda di Oettingen                                     | Ludovico VI, conte di Oettingen    |  |  |       |  |  |                             |  |  |                             |  |
|                                                |                       | Ermengarda di Oettingen                                     | Ludovico VI, conte di Oettingen    |  |  |       |  |  |                             |  |  |                             |  |
|                                                |                       | Ermengarda di Oettingen                                     | Agnese di Württemberg              |  |  |       |  |  |                             |  |  |                             |  |
| Anna del Palatinato                            |                       | Ermengarda di Oettingen                                     |                                    |  |  |       |  |  |                             |  |  |                             |  |
|                                                |                       | Pietro II, re di Sicilia                                    | Federico III, re di Sicilia        |  |  |       |  |  |                             |  |  |                             |  |
|                                                |                       | Pietro II, re di Sicilia                                    | Federico III, re di Sicilia        |  |  |       |  |  |                             |  |  |                             |  |
|                                                |                       | Pietro II, re di Sicilia                                    | Eleonora d'Angiò                   |  |  |       |  |  |                             |  |  |                             |  |
| Beatrice di Sicilia                            |                       | Pietro II, re di Sicilia                                    |                                    |  |  |       |  |  |                             |  |  |                             |  |
|                                                |                       | Elisabetta di Carinzia                                      | Ottone III, duca di Carinzia       |  |  |       |  |  |                             |  |  |                             |  |
|                                                |                       | Elisabetta di Carinzia                                      | Ottone III, duca di Carinzia       |  |  |       |  |  |                             |  |  |                             |  |
|                                                |                       | Elisabetta di Carinzia                                      | Eufemia di Slesia-Liegnitz         |  |  |       |  |  |                             |  |  |                             |  |
|                                                |                       | Elisabetta di Carinzia                                      |                                    |  |  |       |  |  |                             |  |  |                             |  |

### Fonti primarie
- (LA)  (NL)  (FR)  Urkundenbuch für die Geschichte des Niederrheins, Volume 3.
- (NL)  Kronijk van Arent toe Bocop.
- (LA)  Wernheri Teschenmacheri, Annales Cliviæ.

### Letteratura storiografica
- (DE)  Guglielmo vescovo di_Paderborn, da Allgemeine Deutsche Biographie
- (DE)  Guglielmo II conte di Berg_e_Ravensberg, da Allgemeine Deutsche Biographie
- (DE)  Adolfo duca di Berg_e_Jülich, da Allgemeine Deutsche Biographie